# Теорема Скорохода про вкладення
У математиці, зокрема в теорії ймовірностей, під Теоремою Скорохода про вкладення розуміють одну з двох або обидві теореми, які дають можливість подати сукупність випадкових величин у формі Вінерівського процесу визначеного на сукупності марківських моментів часу. Обидві теореми названі на честь українського математика Анатолія Володимировича Скорохода.

## Перша теорема Скорохода про вкладення
Нехай {\displaystyle X} — дійсно-значна випадкова величина з математичним сподіванням рівним 0 і скінченною дисперсією; позначимо {\displaystyle \displaystyle W} — стандартний дійснозначний Вінерівський процес (броунівський рух). Тоді існує марківський момент часу {\displaystyle \displaystyle \tau } (відносно природної фільтрації породженої вінерівським процесом {\displaystyle \displaystyle W}), такий що {\displaystyle \displaystyle W_{\tau }} має закон розподілу той самий, що і в.в. {\displaystyle X},
{\displaystyle \mathbb {E} [\tau ]=\mathbb {E} [X^{2}]},
а також
{\displaystyle \mathbb {E} [\tau ^{2}]\leqslant 4\mathbb {E} [X^{4}].}

## Друга теорема Скорохода про вкладення
Нехай {\displaystyle \displaystyle X_{1},X_{2},\dots } — послідовність незалежних однаково-розподілених випадкових величин, з нульовим математичним сподіванням і скінченною дисперсією, і нехай
{\displaystyle S_{n}=X_{1}+\cdots +X_{n}.}
Тоді існує неспадна послідовність марківських моментів часу {\displaystyle \displaystyle \tau _{1},\tau _{2},\dots } така що {\displaystyle \displaystyle W_{\tau _{n}}} має той самий сукупний розподіл що й частинні суми {\displaystyle \displaystyle S_{n}} і {\displaystyle \displaystyle \tau _{1},\tau _{2}-\tau _{1},\tau _{3}-\tau _{2},\dots } є незалежними однаково розподіленими випадковими величинами з наступною властивістю
{\displaystyle \mathbb {E} [\tau _{n}-\tau _{n-1}]=\mathbb {E} [X_{1}^{2}]}
і
{\displaystyle \mathbb {E} [(\tau _{n}-\tau _{n-1})^{2}]\leq 4\mathbb {E} [X_{1}^{4}].}

## Значення для фінансової математики і фінансів
Теореми Скорохода мають попереджувальний характер для моделювання фінансових даних. Конкретніше, якщо маємо деяку модель фінансових даних, що змодельована деяким процесом і далі для практичного застосування ми збираємо дані для цього процесу за деяким стохастичним принципом (наприклад трансакція за трансакцією), то як не дивно розподіл зібраних даних суттєво відрізняється від розподілу закладеного в моделі.